# 제7회 제주국제장애인인권영화제
제7회 제주국제장애인인권영화제는 2006년 10월 28일에 열린 시상식이다.

## 수상 및 후보

### 상영작
- 행복 - 제주DPI
- 장애인도 노동자다 - 박종필
- 어느 애비의 삶 - 박재현
- 별별 이야기 中 '낮잠' - 유진희
- 달팽이 - 김재룡
- 여섯 생각 무지개 - 김병련
- 청년!!! 명도 - 팽명도
- 해피투게더 - 양승민
- 배고픈 하루 - 김동현
- 아빠 - 이수진
- 어미의 등 - 박연주
- 1리터의 눈물 - 오카무라 치카라
- 안녕, 형아 - 임태형
- 아~ 숨쉬기도 힘들구나... - 바라